# Нефтемусоросборщик

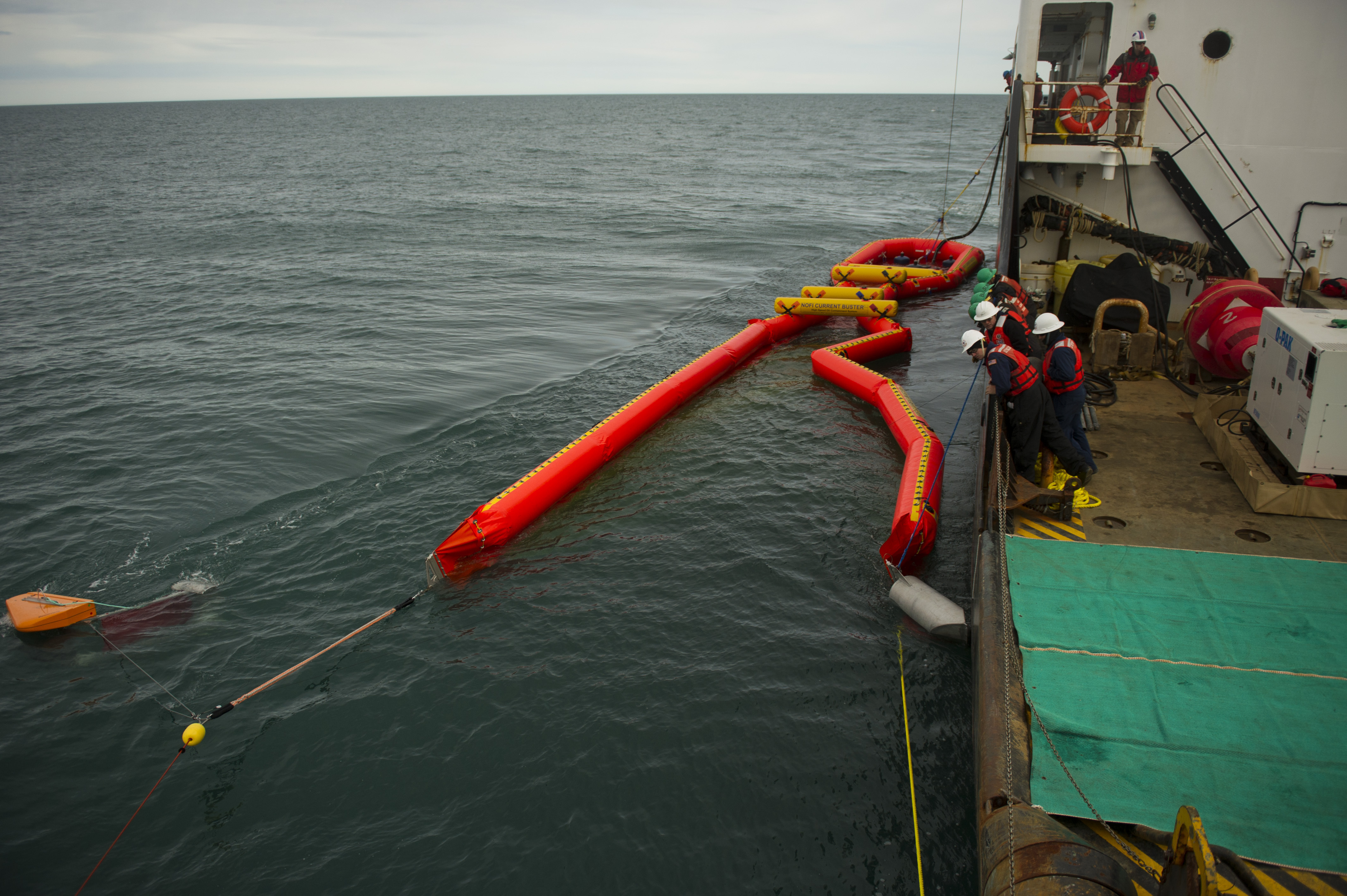
Локализация разлитой нефти на Аляске

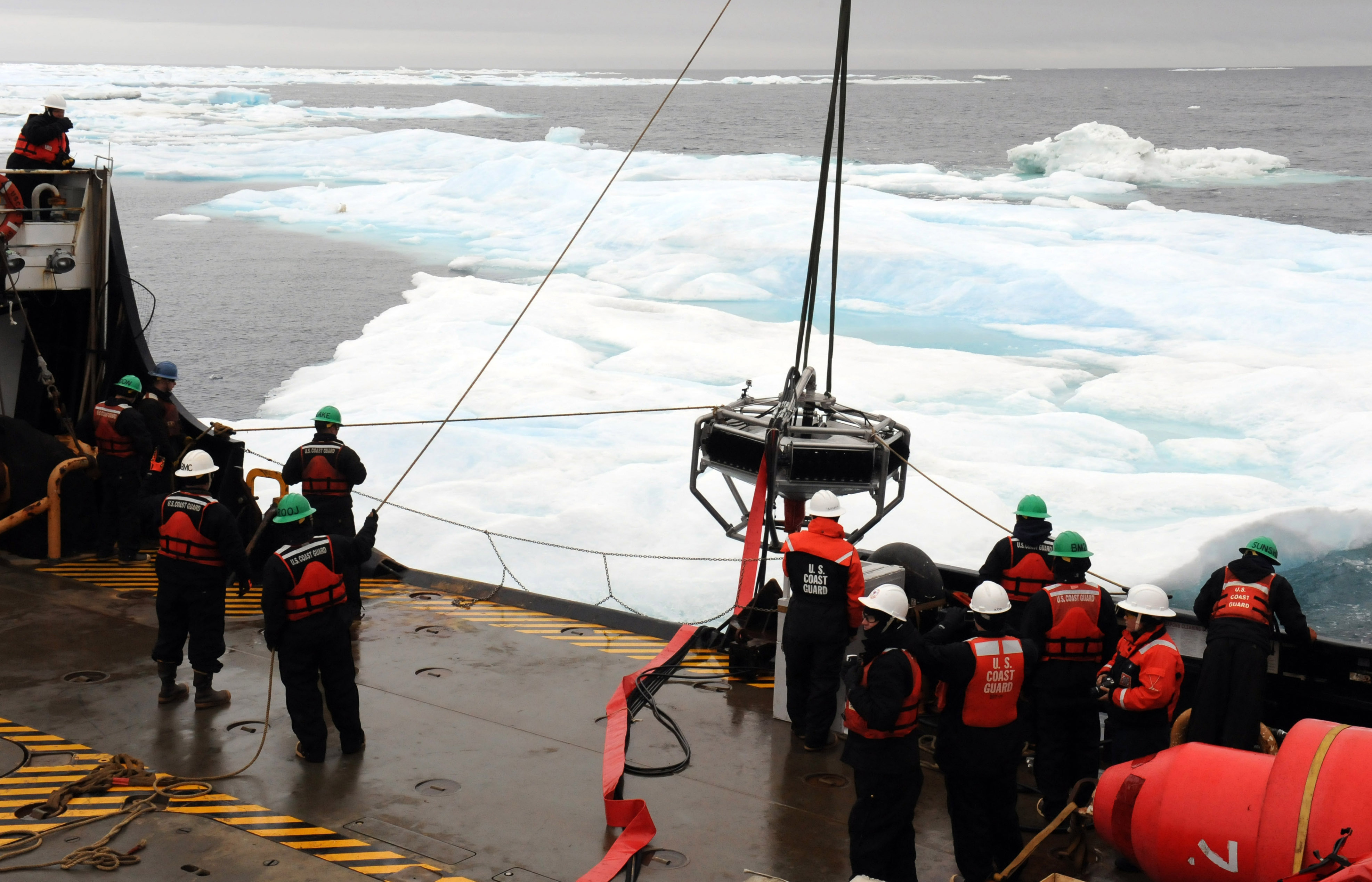
Спуск за борт выносного рукава для сбора нефти

Нефтемусоросборщик — разновидность специализированных судов технического флота предназначенных для устранения последствий утечек нефтепродуктов в морскую среду и для сбора плавающего мусора с поверхности воды.
До некоторых пор сбор нефти и мусора осуществлялся с помощью различных импровизированных или переоборудованных плавсредств. Однако, в последние годы начали активно разрабатываться проекты специально оснащённых судов для решения проблем загрязнённости портовых акваторий, а также — для ликвидации последствий утечек нефти любой вязкости с морских судов и в районах ведения промышленной нефтедобычи. Как правило, они классифицируются на портовые нефтемусоросборщики для очистки закрытых акваторий недалеко от портовой инфраструктуры, и морские нефтемусоросборщики для сбора разлившихся нефтепродуктов, локализации нефтяных пятен и нейтрализации остатков нефти в морской среде. 
Все виды подобной техники для решения этих задач снабжаются уловителями нефти, сепараторным оборудованием, захватами, тралами и специальными трюмами. В частности, задача локализации жидких пятен нефти решается установкой плавучих заграждений, сбор нефти в цистерны — насосным оборудованием через сепараторы, а нейтрализация её остатков — распылением соответствующих химических реагентов. Собранная нефть сначала попадает в приёмно-отстойную ванну, где очищается от мусора, а затем направляется в сборно-отстойные цистерны для отделения от воды. Большинство таких судов несёт на себе мощные системы противопожарного оборудования и отличается способностью принимать загрязнённые жидкие отходы с других плавсредств.